# Phorusrhacos
Phorusrhacos is een monotypisch geslacht van uitgestorven vogels uit de familie der Phorusrhacidae (schrikvogels), een familie van vleesetende vogels die niet konden vliegen.
Phorusrhacos longissimus, de enige soort uit dit geslacht, leefde tijdens het vroege en middelste Mioceen in het gebied van het huidige Argentinië. Het holotype is het eerst ontdekte exemplaar van een lid van de Phorusrhacidae.
Na de ontdekking van Phorusrhacos longissimus werd nog een tweede soort in dit geslacht benoemd: P. inflatus. Die wordt inmiddels echter in het geslacht Patagornis geplaatst, waarmee Phorusrhacos weer monotypisch was.

## Geschiedenis

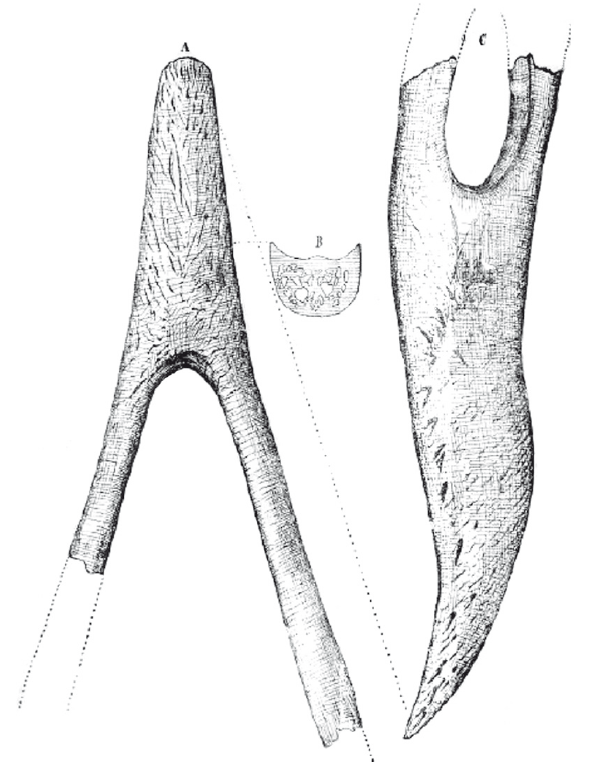
schets van het holotype

Het eerste fossiel dat ooit van Phorusrhacos (en daarmee van de schrikvogels) gevonden werd, is een fragment van een onderkaak. Het werd begin 1887 gevonden door de paleontoloog Carlos Ameghino in de Santa Cruz provincie van Argentinië. Carlos keerde in september terug van zijn eerste expeditie naar Patagonië en bracht de gevonden fossielen met zich mee. Al op 18 november van dat jaar werd Phorusrhacos longissimus, samen met meer dan 120 andere soorten die tijdens de expeditie gevonden waren, beschreven door zijn oudere broer, de paleontoloog Florentino Ameghino.
Ameghino beschreef de onderkaak als behorende tot een edentaat zoogdier. Hij bleef bij deze mening toen hij, twee jaar later, een uitgebreidere beschrijving van de onderkaak gaf, maar corrigeerde de naam tot het grammaticaal correctere Phororhacos. Ameghino bleef deze naam gebruiken. Tegenwoordig wordt echter onderkend dat de naam Phorusrhacos prioriteit heeft. In 1889 vond Francisco Moreno resten van Mesembriornis en beschreef deze, correct, als die van een gigantische vogel. Dit, en de vondst van een tweede, completere onderkaak, waren in 1890 aanleiding voor Carlos om aan zijn broer te suggereren dat ook Phorusrhacos een fossiele vogel was. Florentino was echter aanvankelijk sceptisch, omdat de bek in maar zo weinig opzichten leek op die van hem bekende vogels en ook weinig gemeen had met de gigantische vogels uit Madagaskar en Nieuw-Holland (Australië). Hij meende dat het eerder om een uitgestorven gigantische monotreem ging.

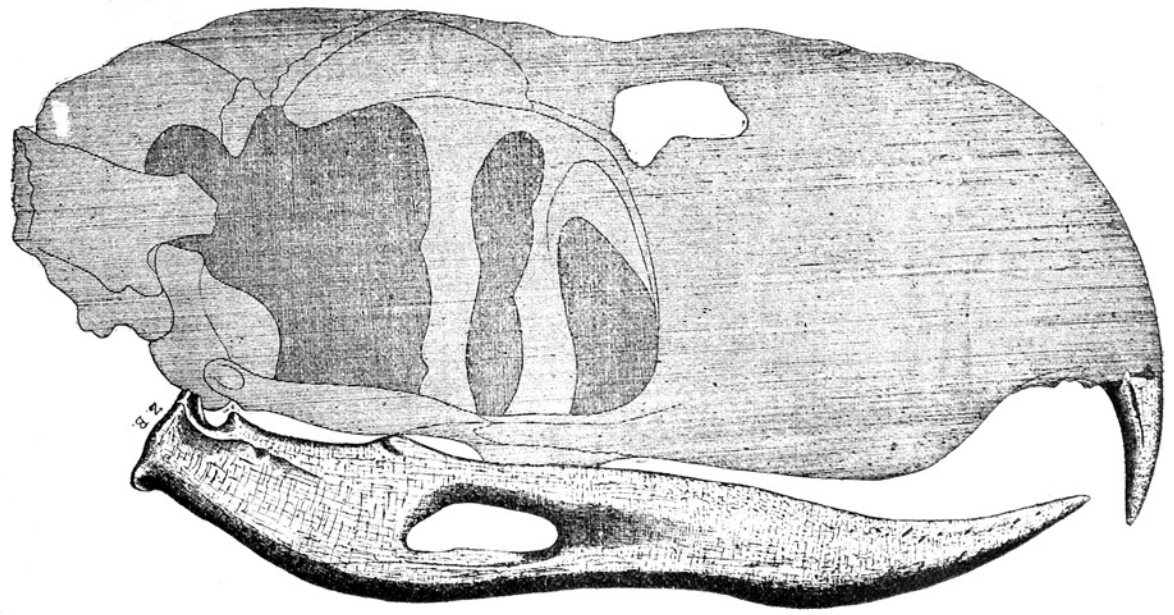
De vondst van deze schedel zorgde er mogelijk voor dat Florentino zijn mening veranderde over Phorusrhacos. De schedel was oorspronkelijk heel, maar een groot deel ervan (in deze schets lichter getekend) verbrokkelde snel na de vondst.

Om onbekende redenen, mogelijk door de ontdekking van een volledige schedel door Carlos, veranderde hij echter in de eerste maanden van 1891 van mening. Later dat jaar publiceerden namelijk zowel hij als Moreno & Mercerat, met wie Florentino in onmin leefde, teksten waarin zij Phorusrhacos herinterpreteerden als een grote uitgestorven vogel. Het is onduidelijk welk van de beide publicaties het eerst verscheen. Ameghino beweerde dat de zijne verschenen was op 1 augustus en die van Moreno & Mercerat pas 'tegen het einde van de maand'. Volgens hen was hun tekst echter al verschenen in mei en die van Ameghino pas op 11 augustus. Het is nooit volledig duidelijk geworden wie van hen gelijk had, maar de meeste wetenschappers volgen Moreno & Mercerat.

## Beschrijving

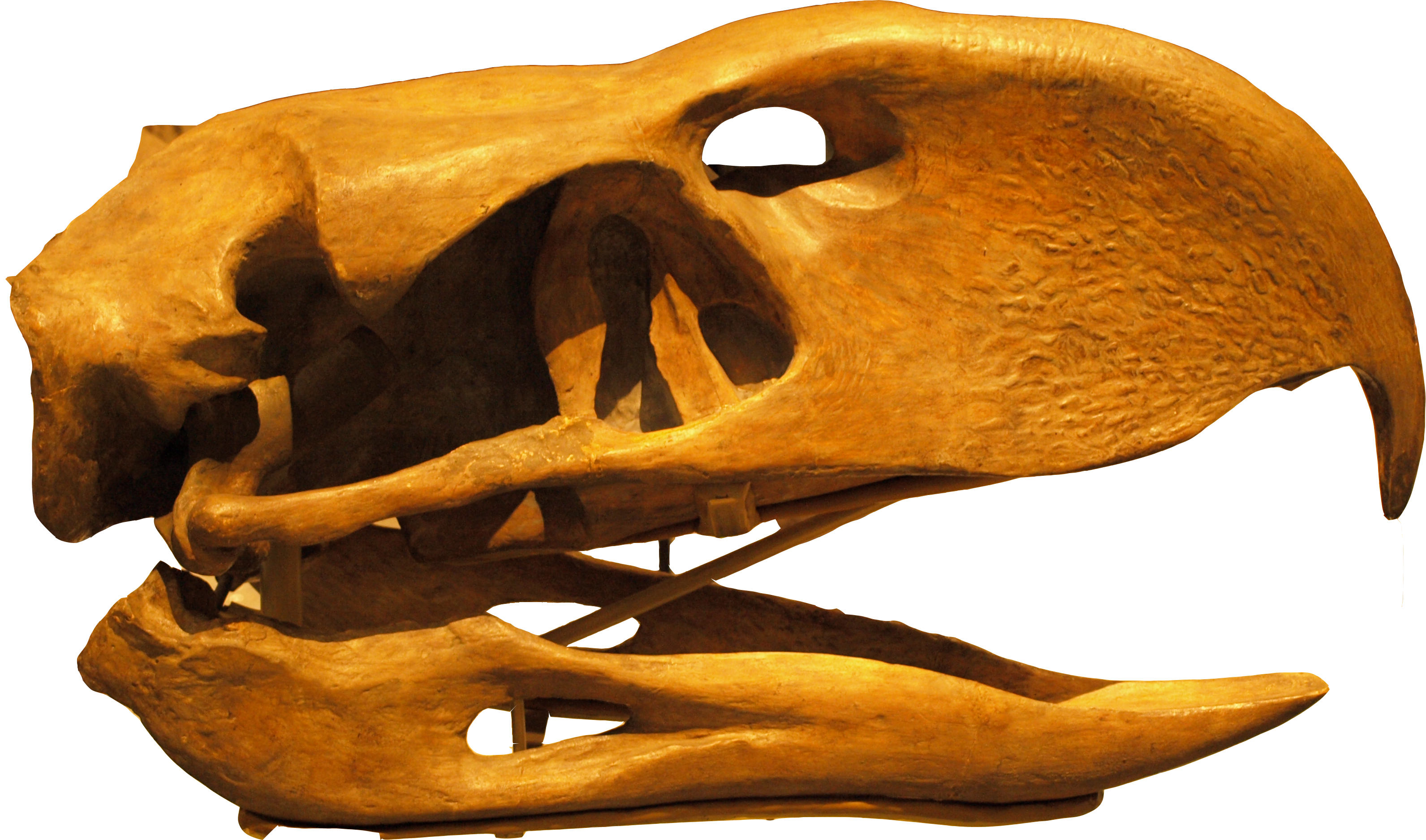
Schedel van Phorusrhacos longissimus

Phorusrhacos was een van de grotere schrikvogels, ongeveer even groot als Paraphysornis, maar met een slankere bouw en duidelijk langere tarsometatarsi. De diameter van de botten in de achterpoten is ongeveer gelijk aan die van dezelfde botten in een grote mannelijke struisvogel. De schattingen van het gewicht van het dier lopen echter uiteen, ongeveer 130 kg volgens sommigen, maar 93 kg volgens anderen.
De lengte van de tarsometatarsus is 70% van die van de tibiotarsus en het buitenste deel van de middelste trochlea verbreedt niet naar buiten toe, zoals het geval is bij Titanis.

## Leefwijze
De voorouders van Phorusrhacos waren samen met buidelroofdieren zoals de Thylacosmilidae de toproofdieren van Zuid-Amerika. Na de vorming van de landbrug tussen Noord- en Zuid-Amerika namen placentadieren, zoals de jaguar en de sabeltandkatten, deze rol over. Hierdoor werden schrikvogels zoals Phorusrhacos gedwongen te leven als aaseters. Hierbij is het mogelijk dat ze wachtten totdat andere roofdieren zoals Smilodon klaar waren met hun buit om de restjes op te eten. Ook joeg het dier allicht op kleinere prooien, die hij waarschijnlijk doodde met een krachtige klap van zijn snavel of klauwen.

## In de populaire cultuur

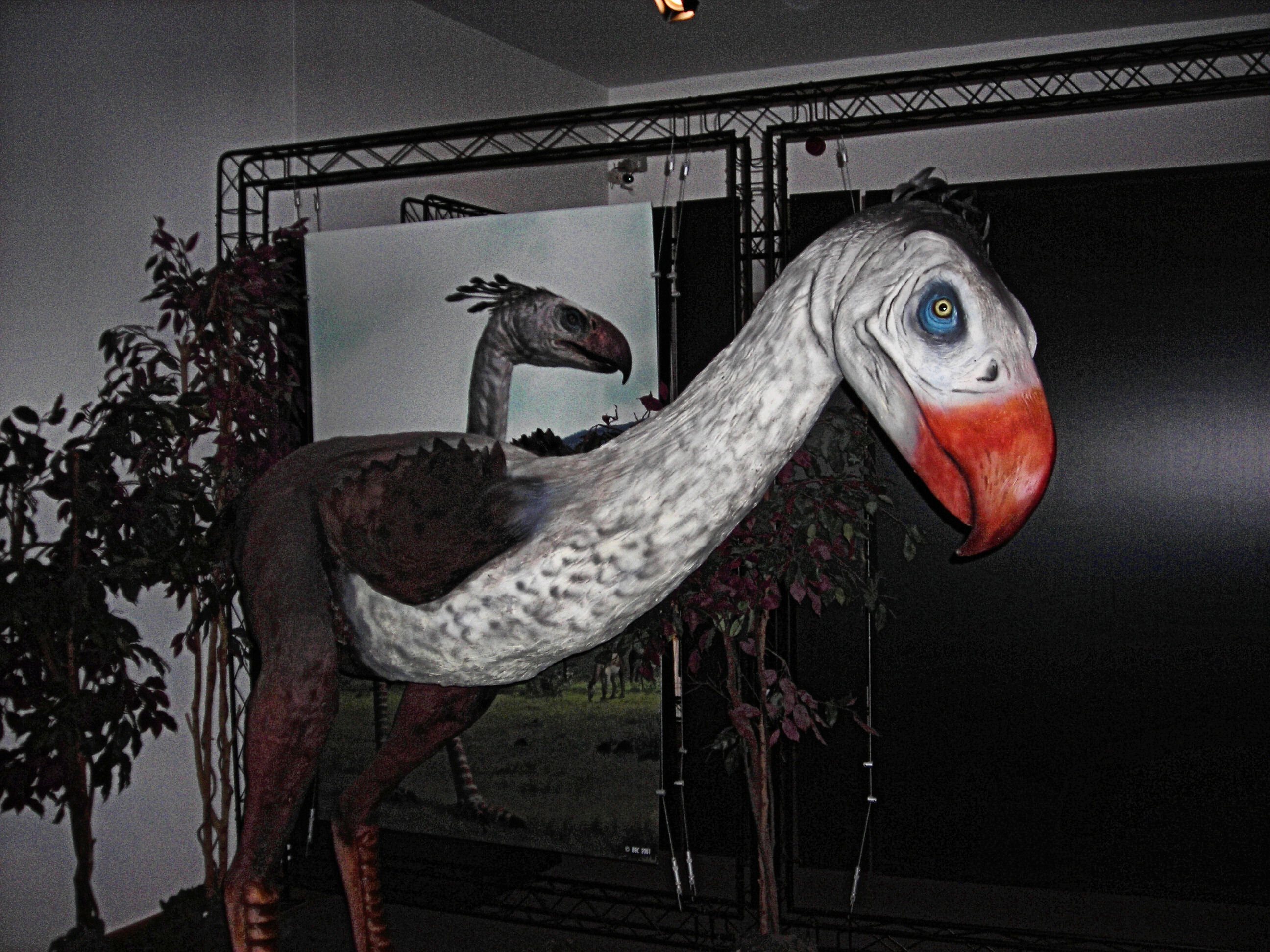
Phorusrhacos zoals voorgesteld in de Walking with beasts tentoonstelling in London

- In de vijfde episode van de BBC-serie Walking with beasts, 'De Sabeltandkat', wordt Phorusrhacos voorgesteld als een aaseter. Als de sabeltandkatten klaar zijn met eten, nemen zij de resten.
- In de vierde episode van de serie Prehistoric park (Fremantle Media Enterprises), 'Saving the Sabre-Tooth', gaat zoöloog Nigel Marven terug in de tijd om de sabeltandkat van de pampa's van Zuid-Amerika te redden. Hier komt hij ook de Phorusracos tegen, die hij later meeneemt naar het park. Ook hier wordt Phorusracos beschouwd als een aaseter.